# Kaspar Frizzoni
Kaspar Frizzoni (* um 1640 in Celerina; † 9. Januar 1707 in Samaden) war ein Schweizer reformierter Pfarrer.

## Leben
Kaspar Frizzoni wurde um das Jahr 1640 in Celerina, einer Gemeinde im Schweizer Kanton Graubünden, geboren. Ab dem 21. Oktober 1661 studierte er an der Universität Basel Theologie; am 31. Mai 1662 nahm man ihn in Maienfeld in die evangelisch-rätische Synode auf, womit der die Erlaubnis erlangte, im Kanton als Pfarrer tätig zu sein. Im gleichen Jahr noch wurde Frizzoni durch Johannes Mysanus zum kaiserlichen Notar ernannt. Es ist allerdings fraglich, ob er das Notariat überhaupt bekleidet hatte. Später war er in Cinuos-chel sowohl als Prediger als auch als Lehrer von 1663 bis 1667 tätig. Ab 1667 war er als Pfarrer in seiner Heimatgemeinde tätig. 1679 siedelte er nach Samedan um, wo er das Pfarramt übernahm, und dieses bis zu seinem Tode am 8. Januar 1707 innehielt.

## Werke
- Christiana praedgia funeraela davart la mort dels jüsts. Hagida in Samoeden die 7. Dec. 1680 (Scuol 1681; Übersetzung)
- Il cristian catechisem suainter chel vain usito in las baselgias da Heidelberg & quasi in tuots lous del Evangeli (Scuol 1686)